# Pedro Álvares Cabral

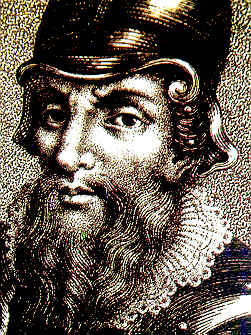
Pedro Alvares Cabral

Pedro Álvares Cabral (Belmonte, 1467 (?) – Santarém, 1520 (?), als ['pedɾu 'awvaɾis ca'bɾaw] uitgesproken in het Braziliaans Portugees), was een Portugees zeevaarder en ontdekkingsreiziger. Hij leidde de tweede Indische armada naar India, nadat Vasco da Gama dat als eerste had gepresteerd. Tijdens de reis naar India ontdekte Cabral in 1500 Brazilië. De kroniekschrijver Pêro Vaz de Caminha beschreef zeer gedetailleerd de gebeurtenissen aan de Braziliaanse kust en de vreedzame contacten met de inheemse bewoners. De vloot verloor vervolgens op de Atlantische Oceaan in een zware storm vier schepen. In Calicut in India raakte Cabral in conflict met de plaatselijke samorijn, waarbij een grote groep Portugezen werd gedood. Ondanks de ontdekking van Brazilië beschouwde de Portugese koning de expeditie niet als een succes. Cabral viel in ongenade, maar werd postuum in ere hersteld door het onafhankelijke Brazilië, waar hij als nationale held wordt beschouwd.

## Jeugd
Er is weinig bekend over het leven van Pedro Álvares Cabral vóór en na de reis die leidde tot de ontdekking van Brazilië. Hij werd geboren in Belmonte als zoon van Fernão Álvares Cabral en Isabel Gouveia. De familie behoorde tot de lagere adel. In 1479 werd hij naar het hof gestuurd, waar hij de gebruikelijke militaire opleiding voor jongelingen uit zijn klasse kreeg. Mogelijk was hij enige tijd in Marokko gestationeerd. In 1497 gaf Koning Manuel I hem een toelage en de titel fidalgo (edele). Hij werd ook benoemd tot ridder in de Orde van Christus. Hij was getrouwd met Isabel de Castro, een nicht van de latere onderkoning van de Estado da Índia, Afonso de Albuquerque. Cabral was groot en zijn karakter wordt omschreven als hoffelijk, verstandig, royaal, tolerant, maar ook ijdel en statusbewust.

## De ontdekking van Brazilië

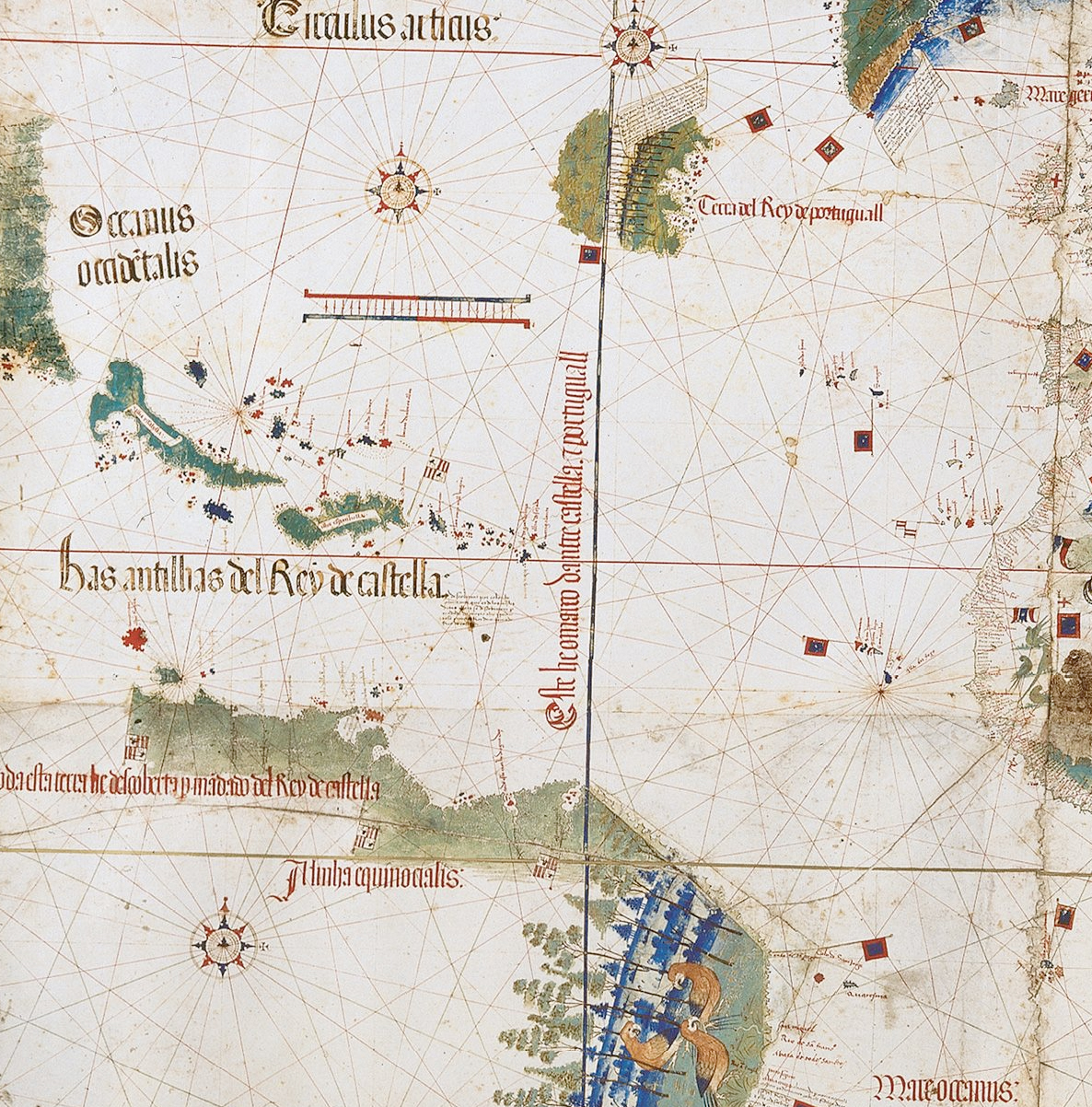
Detail van de Cantino-planisfeer uit 1502, een van de eerste waarop de Braziliaanse kust staat afgebeeld. Ook de demarcatielijn van het verdrag van Tordesillas is te zien

### Dearmada da Índiavan 1500
Vasco da Gama was in 1499 teruggekeerd in Lissabon na zijn succesvolle tocht naar Calicut in India. De weg naar de rijkdommen van Azië lag open voor de Portugezen. Koning Manuel I liet er geen gras over groeien en begon meteen met de voorbereiding van een grote vervolgexpeditie. Hij benoemde Cabral tot kapitein-generaal van de nieuwe vloot. Weliswaar had Cabral nauwelijks maritieme ervaring, maar het was gebruikelijk dat alle belangrijke tochten werden geleid door adellijke personen. Hij werd wel ondersteund door ervaren kapiteins als Bartolomeu Dias, de ontdekker van Kaap de Goede Hoop, diens broer Diogo Dias en Nicolau Coelho. De twee laatsten hadden deelgenomen aan de tocht van Vasco da Gama. De vloot telde 13 schepen en 1500 manschappen, waarvan de helft soldaten.
De vloot vertrok op 9 maart 1500. Na het passeren van de Kaapverdische Eilanden koos Cabral een zuidwestelijke koers. De bedoeling was om met een grote boog over de zuidelijke Atlantische Oceaan Kaap de Goede Hoop te bereiken. Langs de Afrikaanse kust zouden de schepen voortdurend de zuidoostpassaat tegen hebben gehad. Vasco da Gama had deze volta do mar als eerste uitgevoerd op de route naar de Kaap. Cabral koos echter een nog wijdere boog en stuitte daarbij op 22 april op een onbekend land, het latere Brazilië. Hij doopte zijn ontdekking Ilha de Vera Cruz (Eiland van het Ware Kruis).
In 1494 was het Verdrag van Tordesillas gesloten tussen Spanje en Portugal. Dit verdrag verdeelde de niet-Europese wereld in een Spaanse en een Portugese invloedssfeer. De scheiding was een demarcatielijn op 370 leuga's (legua's, of Iberische zeemijlen) ten westen van de Kaapverdische Eilanden, dat wil zeggen ongeveer 2193 kilometer. Dit was ongeveer halverwege de meest westelijke Portugese bezittingen en de recente Spaanse ontdekkingen in het Caraïbisch gebied door Christoffel Columbus. De demarcatielijn komt volgens moderne berekeningen neer op de meridiaan van 46 graden westerlengte en loopt dwars door Brazilië. Mogelijk had Cabral de opdracht om een westelijke koers te varen en zo te onderzoeken of er land binnen de Portugese invloedssfeer lag. Twee jaar eerder had Columbus, op diens derde reis over de Atlantische Oceaan, bij de ontzagwekkende delta van de Orinoco vastgesteld dat in het zuiden een groot continent moest liggen. Het aantreffen van onontdekt land was dus zeker niet denkbeeldig.

### Het verblijf in Porto Seguro

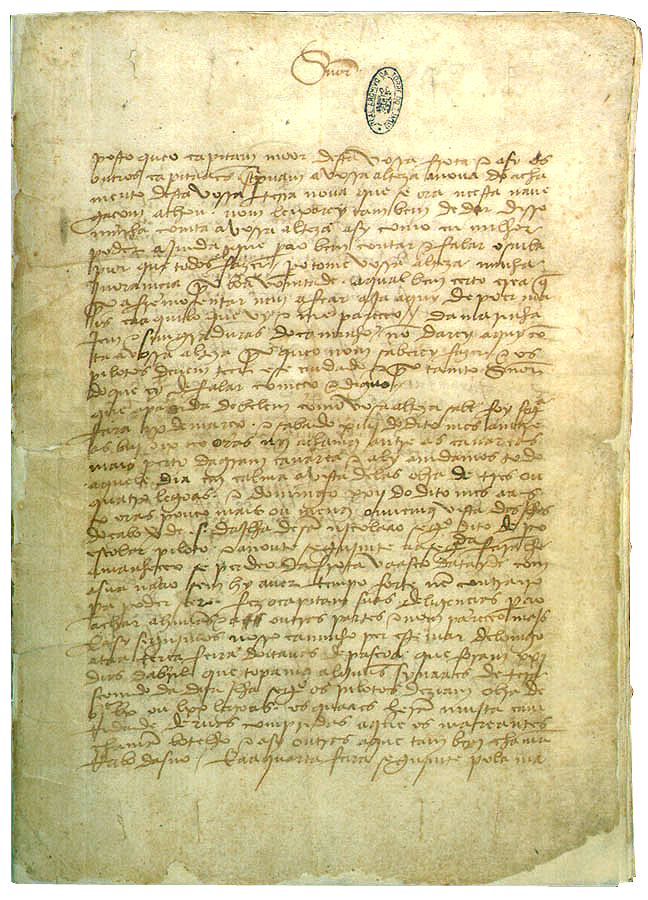
Carte de Pêro Vaz de Caminha

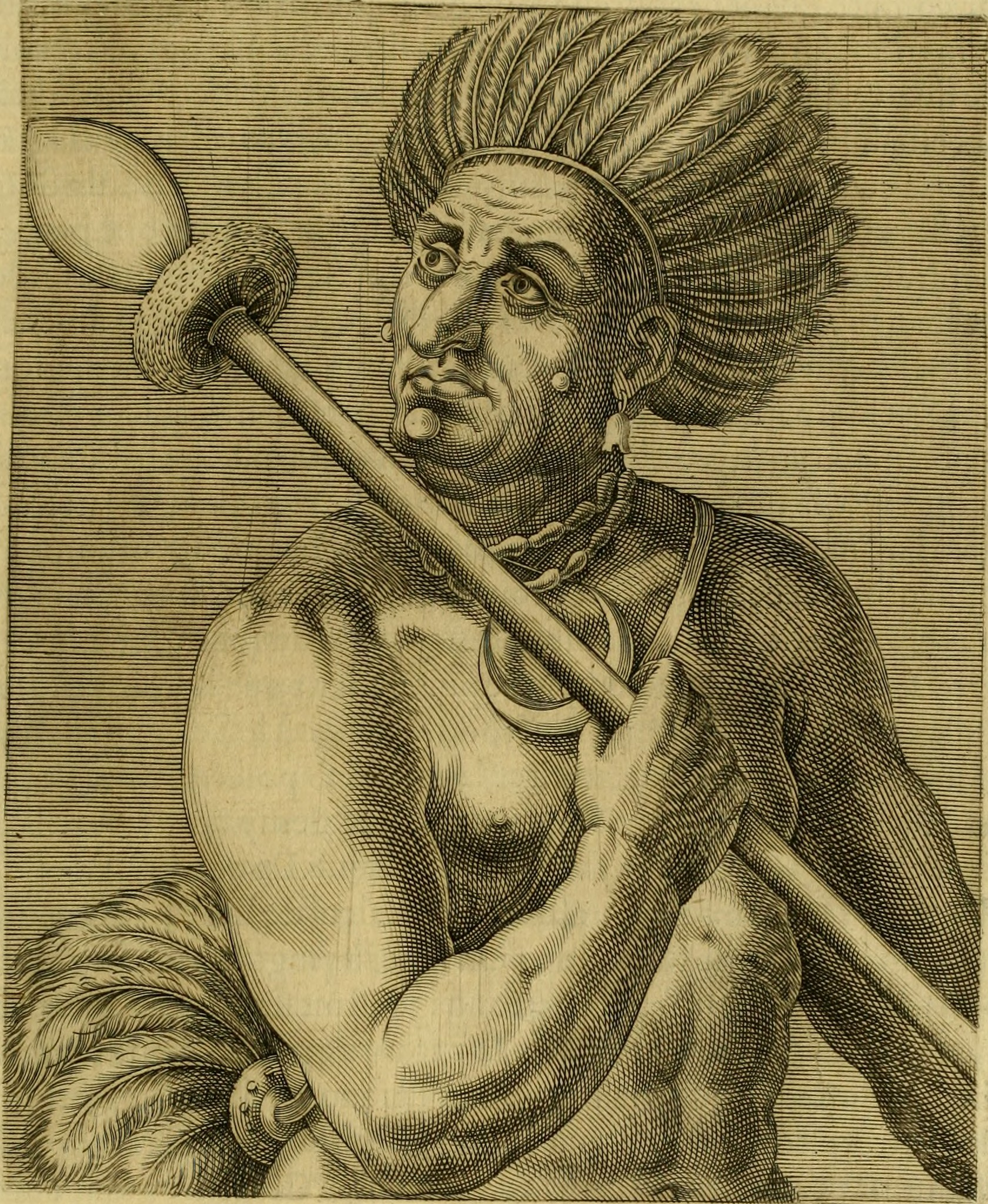
Tekening van een Tupi (16e eeuw)

Een eerste ontmoeting tussen Europese ontdekkingsreizigers en de inheemse bewoners van het ontdekte land verliep zelden vreedzaam, maar de ontdekking van Brazilië vormde hierop een positieve uitzondering. Pêro Vaz de Caminha, de kroniekschrijver van de vloot, heeft bovendien een levendig en accuraat verslag geschreven over de contacten tussen de Portugezen en de plaatselijke Tupi-indianen. Hij heeft op 1 mei zijn waarnemingen vastgelegd in een brief aan de Portugese koning. Zijn Carte de Pêro Vaz de Caminha wordt wel beschouwd als de geboorteakte van Brazilië. De brief is pas in de 19e eeuw ontdekt in de Portugese archieven en heeft in het tijdperk van de ontdekkingsreizen geen invloed uitgeoefend op de Europese beeldvorming over Zuid-Amerika. Dit beeld werd vooral gevormd door de latere verslagen van Amerigo Vespucci.
Kapitein Nicolau Coelho ging als eerste aan land en legde contact met een groepje Tupi. Ze wisselden wat geschenken uit. Cabral besloot echter verder te gaan op zoek naar een geschikte ankerplaats, die ze de volgende dag vonden in Porto Seguro. De Portugezen brachten daar twee Tupi aan boord, gaven hen te eten en lieten hen er overnachten. Pêro Vaz de Caminha beschreef hen als volgt:
Ze zijn donker van huid, enigszins roodachtig, met mooie, welgevormde gezichten en mooie neuzen. Ze lopen naakt, zonder enige kleding. Het maakt hun niets uit of ze hun schaamte bedekken of laten zien, en hierin tonen ze dezelfde onschuld als waarmee ze hun gezicht laten zien. Van beide jongemannen was de onderlip doorboord en in het gat had elk van hen een wit botje van echt bot, ter lengte van een handbreedte, zo dik als een weefspoel, aan het uiteind gepunt als een priem. Ze steken het van binnenuit door de lip, en het stuk tussen de lip en de tanden is gevormd als de toren van het schaakspel, en het zit daar zo vast dat het hen niet hindert, noch belemmert bij het spreken, eten en drinken.
Hun haren zijn sluik, en ze waren geschoren, hoogop, helemaal kaal tot ver boven de oren. En een van hen droeg onder zijn helm van haar, van de ene slaap naar de andere, rondom het achterhoofd, een soort pruik van gele vogelveren, ter lengte van een onderarm, heel dicht en aaneengesloten, die zijn nek en oren bedekte. Dewelke pruik veer voor veer aan de haren was geplakt met een zachte stof gelijk was, maar dat was het niet, waardoor deze pruik heel rond was en heel dicht, en een geheel vormde, zodat hij kon worden afgenomen zonder te worden losgeweekt. 
In de daaropvolgende week bleven de Portugezen van de ene verbazing in de andere vallen bij hun kennismaking met dit onbekende volk. Omgekeerd zal dat ook het geval zijn geweest. Pêro Vaz de Caminha beschreef in detail de naaktheid van de Tupi, de lichaamsbeschilderingen, de langwerpige huizen met hangmatten, het kennelijk ontbreken van gezag of godsdienst. Ondertussen bleven de betrekkingen wonderwel goed. De Tupi hielpen de Portugezen met water halen en hout sjouwen. Er werd plezier gemaakt, gedanst, op de doedelzak gespeeld, etc. Hoogtepunt van het verblijf was de paasmis, die Cabral op het strand opdroeg onder een zeven meter hoog kruis, omringd door een menigte naakte Tupi.
Cabral besloot een bevoorradingsschip terug te sturen naar Portugal om het nieuws te melden. Zijn bericht bereikte Europa eerder dan dat van de Spanjaard Vicente Yáñez Pinzón, die twee maanden eerder de monding van de Amazone had verkend en dus feitelijk eerder Brazilië had ontdekt. De Portugese vloot volgde nog enkele dagen de kust om daarna oostwaarts in de richting van Kaap de Goede Hoop te koersen.

## Naar India

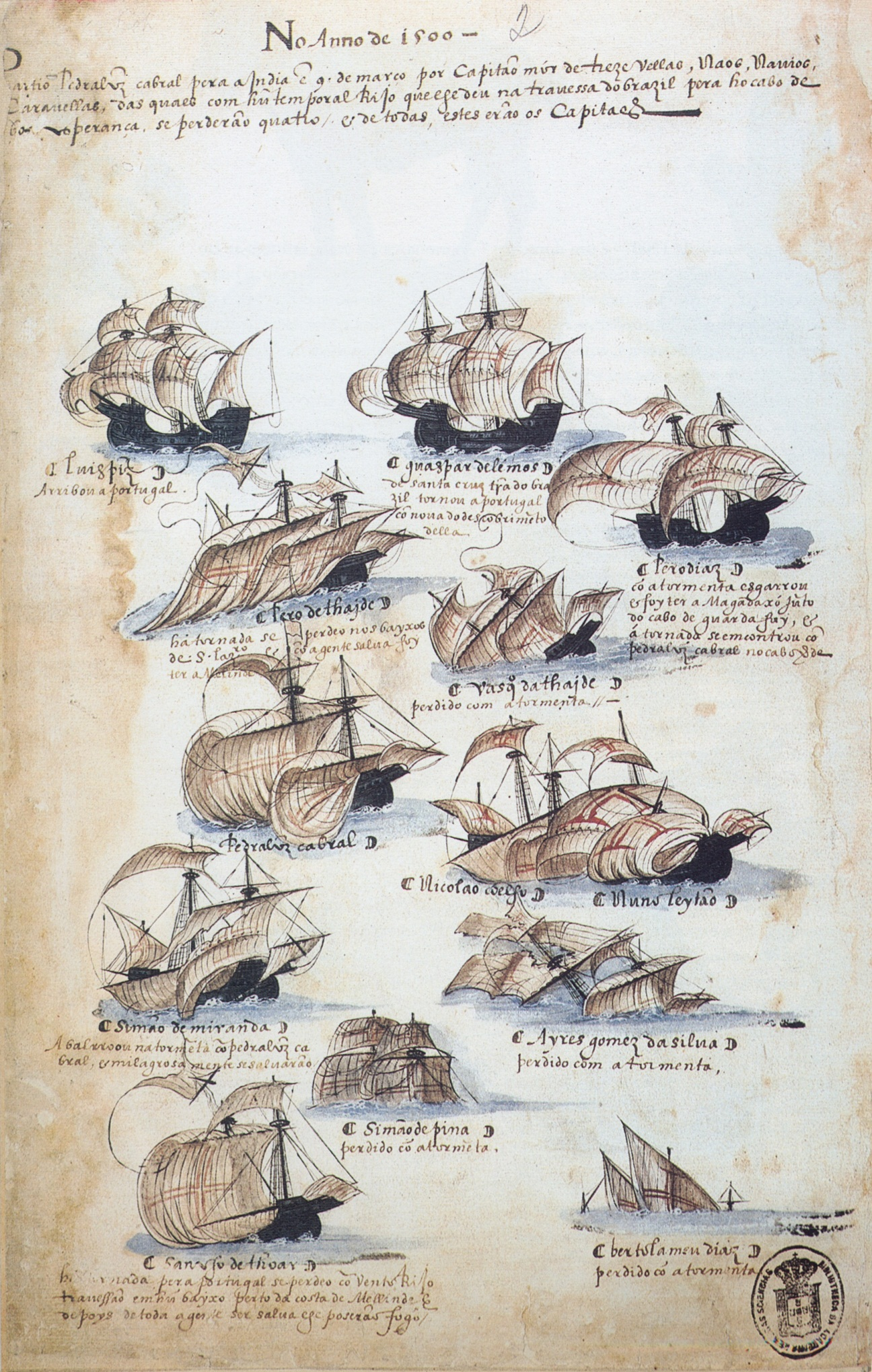
Pentekening van de vloot van Cabral. De kapseizende schepen zijn ook afgebeeld

Op 24 mei kwam de vloot in een zware storm terecht. Daarbij draaide op zeker moment de wind zo plotseling dat vier schepen kapseisden, waaronder dat van Bartolomeu Dias. De overige schepen konden zich ternauwernood redden en de vloot raakte verspreid. Het schip van Diogo Dias zette de tocht alleen voort en ontdekte later Madagaskar. De overige zes schepen konden zich hergroeperen en de reis gezamenlijk vervolgen. Via Sofala, Kilwa Kisiwani en Malindi aan de oostkust van Afrika bereikten ze op 13 september 1500 het reisdoel Calicut. Aan de Afrikaanse kust ging echter nog een schip verloren.
Vasco da Gama had op de vorige reis naar Calicut een gespannen verhouding gehad met de lokale heerser, de samorijn. Deze was inmiddels overleden. Cabral slaagde erin om een overeenkomst te sluiten met zijn zoon en opvolger. De Portugezen kregen toestemming om een factorij en een pakhuis te vestigen in ruil voor militaire ondersteuning aan de samorijn. De islamitische handelaren waren echter beducht voor de Portugezen omdat die hun vrije handel in specerijen bedreigden. Nadat de Portugezen een islamitisch schip hadden gekaapt, viel in december een groep van 300 man de factorij aan. Bij deze aanval kwamen meer dan 50 Portugezen om, onder wie Pêro Vaz de Caminha. De overlevenden vluchtten naar de schepen, sommigen zwemmend.
Cabral wachtte een dag op een verklaring van de samorijn, maar die bleef uit. Daarop namen de Portugezen een dozijn Indiase schepen in en slachtten de bemanningen af. Bovendien bombardeerden ze een dag lang de stad. De Portugezen weken vervolgens uit naar het naburige Cochin. De heerser van Cochin was een rivaal van die van Calicut. Cabral slaagde erin een lading specerijen in te nemen en vertrok op 16 januari 1501 naar Portugal. Uiteindelijk bereikten slechts vier schepen Lissabon.

## Nalatenschap
Het Verdrag van Tordesillas bepaalde dat Brazilië in de Portugese invloedssfeer hoorde. Het duurde nog dertig jaar voor Portugal er een kolonie vestigde. Martim Afonso de Sousa leidde de eerste permanente vestigingen in Bahia en Pernambuco. De belangrijkste bron van inkomsten voor deze nieuwe koloniën waren suikerplantages, bewerkt door slaven.
De betrekkingen met de Tupi bleven niet zo vreedzaam als bij de eerste ontmoeting. Andere stammen bleken kannibalistische praktijken te beoefenen. De Portugezen van hun kant onderwierpen de inheemse bewoners met geweld.
Koning Manuel I was niet tevreden over het resultaat van de expeditie van Cabral. De helft van de schepen was verloren gegaan en van de beoogde factorij in Calicut was niets terechtgekomen. De ontdekking van nieuw land woog hier niet tegen op. De volgende vloot naar India werd weer geleid door Vasco da Gama. Cabral vervulde de rest van zijn leven geen belangrijke functies meer en trok zich in 1509 terug in Santarém. In 1514 pleitte zijn vrouw Isabel de Castro nog tevergeefs aan het hof voor eerherstel.
Cabral werd op een onopvallende plek in Santarém begraven. De belangstelling voor zijn verrichtingen leefde pas weer op na de Braziliaanse onafhankelijkheid in 1822. De Braziliaanse keizer Pedro II zag Cabral namelijk als een van de helden van de nieuwe natie en stimuleerde historisch onderzoek naar hem. Daarop werd zijn graf in 1839 herontdekt en onder Braziliaanse druk opgeknapt. Een deel van zijn overblijfselen werd in een urn overgebracht naar de kathedraal van Rio de Janeiro. 
De naam van Pedro Álvares Cabral blijft verbonden aan de – al dan niet toevallige - ontdekking van Brazilië. Heden ten dage wordt Cabral beschouwd als een belangrijk figuur in het tijdperk van de grote ontdekkingen.